# Destilleret vand
 Denne artikel bør gennemlæses af en person med fagkendskab for at sikre den faglige korrekthed.

Destilleret vand er vand der er raffineret ved destillation (kogning → fordampning → fortætning), og derfor indeholder det ikke kalk, salte eller andre urenheder. Ideelt er destilleret vand rent H2O (se vand), omend der findes forskellige grader af renhed. F.eks er WFI-vand (Water For Injection, dvs. oprenset og analyseret i overensstemmelse med forskrifterne i den/de relevante farmakopeér for medicinsk vand) så rent, at man kan bruge det til indsprøjtninger uden frygt for bakterier, svampe, endotoksiner og andre urenheder.[kilde mangler]
Destilleret vand kan bruges til uforseglede bilbatterier, strygejern, særlige planter og kontaktlinser (her skal det desuden være sterilt. I det hele taget skal destilleret vand til medicinsk brug være sterilt). I industrien foretrækker man at arbejde med destilleret vand, da almindeligt vands indhold af særligt kalk og ioner (der gør vandet strømførende) kan være problematisk. Men destilleret vand er kostbart at fremstille og almindeligt vand, postevand, er lettilgængeligt i den vestlige verden.
Et alternativ til destilleret vand er demineraliseret vand, der fremstilles ved ionbytning eller filtrering. Demineraliseret vand er godt nok til brug i strygejern og bilbatterier. Demineraliseret vand er billigere at fremstille end destilleret vand, men er ikke nødvendigvis sterilt. Typisk anvender man demineraliseret vand i industrien, hvis vandet skal være rent og sterilitet er ligegyldigt. I hospitalsvæsenet har man brug for destilleret vand af høj kvalitet.[kilde mangler]
Laver man en måling over partikler i vandet, vil en måling på postevand typisk vise 700 PPM (Parts Per Million), deminiraliseret vand viser typisk omkring 70 PPM og destilleret vand 0-2 PPM.